# Centro de Tecnología Avanzada
El Centro de Tecnología Avanzada A.C.(CIATEQ) también conocido como Centro de Tecnología Avanzada o Centro de Investigación y Asistencia Técnica, es uno de los centros públicos de investigación del Consejo Nacional de Ciencia y Tecnología.

## Función
El Centro de Tecnología Avanzada fue fundado en noviembre de 1978 como una respuesta a la demanda de innovación tecnológica de la región central de México por parte tanto de empresas PYMES como de la industria privada.
El centro está dedicado a la investigación, diseño e innovación tecnológica en las áreas de la metalmecánica, la metalúrgica y la electrónica. También se enfoca en la educación en áreas científicas y tecnológicas relacionadas al desarrollo del sector industrial mediante programas académicos a nivel de posgrado dirigidos a la industria.
El Centro de Tecnología Avanzada forma parte de la coordinación de Materiales, Manufactura Avanzada y Procesos Industriales del Consejo Nacional de Ciencia y Tecnología (Conacyt). La sede central está ubicada en la ciudad de Querétaro y existen subsedes en siete estados de la República Mexicana.
El centro es una entidad gubernamental pública federal que cuenta con personalidad jurídica y patrimonio propios. Se rige por la Ley de Ciencia y Tecnología y goza de autonomía en la toma de decisiones técnicas, operativas y administrativas.